# Edvaldo Flores
Edvaldo de Oliveira Flores (Vitória da Conquista, 16 de março de 1919 — Salvador, 12 de junho de 2006) foi um político brasileiro com atuação na Bahia, estado onde foi o 26.° Prefeito de sua cidade natal, Vitória da Conquista, Deputado Federal e Vice-governador (1983-1987).

## Biografia
Filho de Elpídio dos Santos Flores e Eulina Nunes de Oliveira Flores, formou-se em 1940 pela Escola Superior de Agricultura e Veterinária. Trabalhou como assessor do Instituto Nacional do Desenvolvimento Agrário (INDA) e conselheiro do Instituto Brasileiro de Reforma Agrária (IBRA). 
Iniciou sua carreira política pela UDN como deputado federal em 1958 e suplente de deputado federal em 1962, chegando a exercer o mandato mediante convocação. Com a decretação do bipartidarismo pelos militares em 1965, filiou-se à ARENA e foi eleito deputado federal em 1966, 1970 e 1978, migrando depois para o PDS. Escolhido candidato a vice-governador em 1982 na chapa de Clériston Andrade, que viria a falecer em outubro daquele ano, foi eleito em dobradinha posterior com João Durval.